# Dorothée et ses amis
Dorothée et ses amis est une émission de télévision française pour la jeunesse diffusée sur la chaîne Antenne 2 du 12 septembre 1977 au 3 février 1978 du lundi au vendredi vers 18h25. Sa durée est de moins d'un quart d'heure.
Les émissions pour la jeunesse sont alors souvent confiées aux speakerines. Ici c'est à Dorothée que la tâche incombe. Elle présente brièvement à l'antenne les dessins envoyés par le jeune public et répond au courrier entre deux cartoons. Elle reçoit parfois sur le plateau un jeune téléspectateur pour dialoguer avec lui et lui permettre d'exposer ses passions sportives ou artistiques. 

Le 3 février 1978, Dorothée donne rendez-vous aux jeunes téléspectateurs le lundi suivant mais elle n'y sera pas. Elle est remplacée par la comédienne Isabelle Ganz et l'émission est naturellement rebaptisée Isabelle et ses amis.
Les programmes jeunesse d'Antenne 2 seront regroupés sous l'appellation Récré A2 à l'été 1978.
Dans l'émission Il était une fois… Dorothée diffusée sur TMC le 10 novembre 2010, Dorothée confie que Dorothée et ses amis était une émission « pirate », tournée et montée au gré des studios disponibles et avec débrouillardise.

## Programmation
- Dessins animés : 
  - Félix le chat
  - Casper le gentil fantôme
  - Tamanoir et Fourmi rouge
  - Bugs Bunny
  - La Panthère rose
  - Sophie la sorcière
  - Titi et Grosminet
  - Bip Bip et Coyote